# Saint-Laurent-en-Caux
Saint-Laurent-en-Caux település Franciaországban, Seine-Maritime megyében. Lakosainak száma 728 fő (2022. január 1.). Saint-Laurent-en-Caux Boudeville, Bretteville-Saint-Laurent, Gonnetot, Prétot-Vicquemare, Reuville, Saâne-Saint-Just és Le Torp-Mesnil községekkel határos.

## Népesség
A település népessége az elmúlt években az alábbi módon változott:
| Lakosok száma | 770  | 769  | 777  | 771  | 763  | 763  | 763  | 749  | 728  |
|               | 2013 | 2015 | 2016 | 2017 | 2018 | 2019 | 2020 | 2021 | 2022 |